# شنا در المپیک تابستانی ۱۹۳۲
شنا یکی از ورزش‌های بازی‌های المپیک تابستانی ۱۹۳۲ بوده که از ۶ تا ۱۳ آگوست ۱۹۳۲ در دو بخش مردان و زنان برگزار شده است.
در مجموع ۱۲۸ شناگر از ۲۰ کشور جهان در این مسابقات شرکت کرده‌اند.

## جدول مدال‌ها
| رتبه            | کشور                      | طلا | نقره | برنز | مجموع |
| --------------- | ------------------------- | --- | ---- | ---- | ----- |
| ۱               | ژاپن (JPN)                | ۵   | ۵    | ۲    | ۱۲    |
| ۲               | ایالات متحده آمریکا (USA) | ۵   | ۲    | ۳    | ۱۰    |
| ۳               | استرالیا (AUS)            | ۱   | ۱    | ۰    | ۲     |
| ۴               | هلند (NED)                | ۰   | ۲    | ۰    | ۲     |
| ۵               | فرانسه (FRA)              | ۰   | ۱    | ۰    | ۱     |
| ۶               | بریتانیای کبیر (GBR)      | ۰   | ۰    | ۲    | ۲     |
| ۷               | آفریقای جنوبی (RSA)       | ۰   | ۰    | ۱    | ۱     |
| ۷               | دانمارک (DEN)             | ۰   | ۰    | ۱    | ۱     |
| ۷               | فیلیپین (PHI)             | ۰   | ۰    | ۱    | ۱     |
| ۷               | مجارستان (HUN)            | ۰   | ۰    | ۱    | ۱     |
| مجموع (۱۰ کشور) | مجموع (۱۰ کشور)           | ۱۱  | ۱۱   | ۱۱   | ۳۳    |

## نتایج

### مردان
| بازی‌ها                  | طلا                                                                             | نقره                                                                               | برنز                                                                         |
| ۱۰۰ متر آزاد            | یاسوجی میازاکی · ژاپن                                                           | تاتسوگو کاواییشی · ژاپن                                                            | آلبرت شوارتز · ایالات متحده آمریکا                                           |
| ۴۰۰ متر آزاد            | باستر کرب · ایالات متحده آمریکا                                                 | ژان تاریس · فرانسه                                                                 | تسوتومو اویوکوتا · ژاپن                                                      |
| ۱۵۰۰ متر آزاد           | کازو کیتامورا · ژاپن                                                            | شوزو ماکینو · ژاپن                                                                 | جیم کریستر · ایالات متحده آمریکا                                             |
| ۱۰۰ متر کرال پشت        | ماساجی کیوکاوا · ژاپن                                                           | توشیو ایری · ژاپن                                                                  | کنتارو کاواتسو · ژاپن                                                        |
| ۲۰۰ متر قورباغه         | یوشیوکی تساروتا · ژاپن                                                          | ریزو کویکه · ژاپن                                                                  | تئوفیلو یلدفونسو · فیلیپین                                                   |
| ۴ × ۲۰۰ متر آزاد امدادی | ژاپن (JPN) · یاسوجی میازاکی · هیساکیچی تویودا · تاکاشی یوکویاما · ماسانوری یوسا | ایالات متحده آمریکا (USA) · فرانک بوث · جرج فیسلر · مایولا کالیلی · مانوئلا کالیلی | مجارستان (HUN) · استفان بارانی · لاسلو سابادوش · آندراس سیکلی · آندراش وانیی |

### زنان
| بازی‌ها                  | طلا                                                                             | نقره                                                                | برنز                                                                   |
| ۱۰۰ متر آزاد            | هلن مدیسون · ایالات متحده آمریکا                                                | ویلی دن آودن · هلند                                                 | الینور گراتی · ایالات متحده آمریکا                                     |
| ۴۰۰ متر آزاد            | هلن مدیسون · ایالات متحده آمریکا                                                | لنور کایت · ایالات متحده آمریکا                                     | جنی ماکال · آفریقای جنوبی                                              |
| ۱۰۰ متر کرال پشت        | النور هولم · ایالات متحده آمریکا                                                | بانی میلینگ · استرالیا                                              | والری دیویس · بریتانیای کبیر                                           |
| ۲۰۰ متر قورباغه         | کلر دنیس · استرالیا                                                             | هیدکو مائهاتا · ژاپن                                                | السه یاکوبسن · دانمارک                                                 |
| ۴ × ۱۰۰ متر آزاد امدادی | ایالات متحده آمریکا (USA) · هلن جانز · هلن مدیسون · جوزفین مک‌کین · الینور گراتی | هلند (NED) · کوری لاده · ویلی دن آودن · پوک اوفرشلوت · ماریا فیرداخ | بریتانیای کبیر (GBR) · جویس کوپر · والری دیویس · ادنا هیوز · هلن وارکو |